# Hans Valkenauer

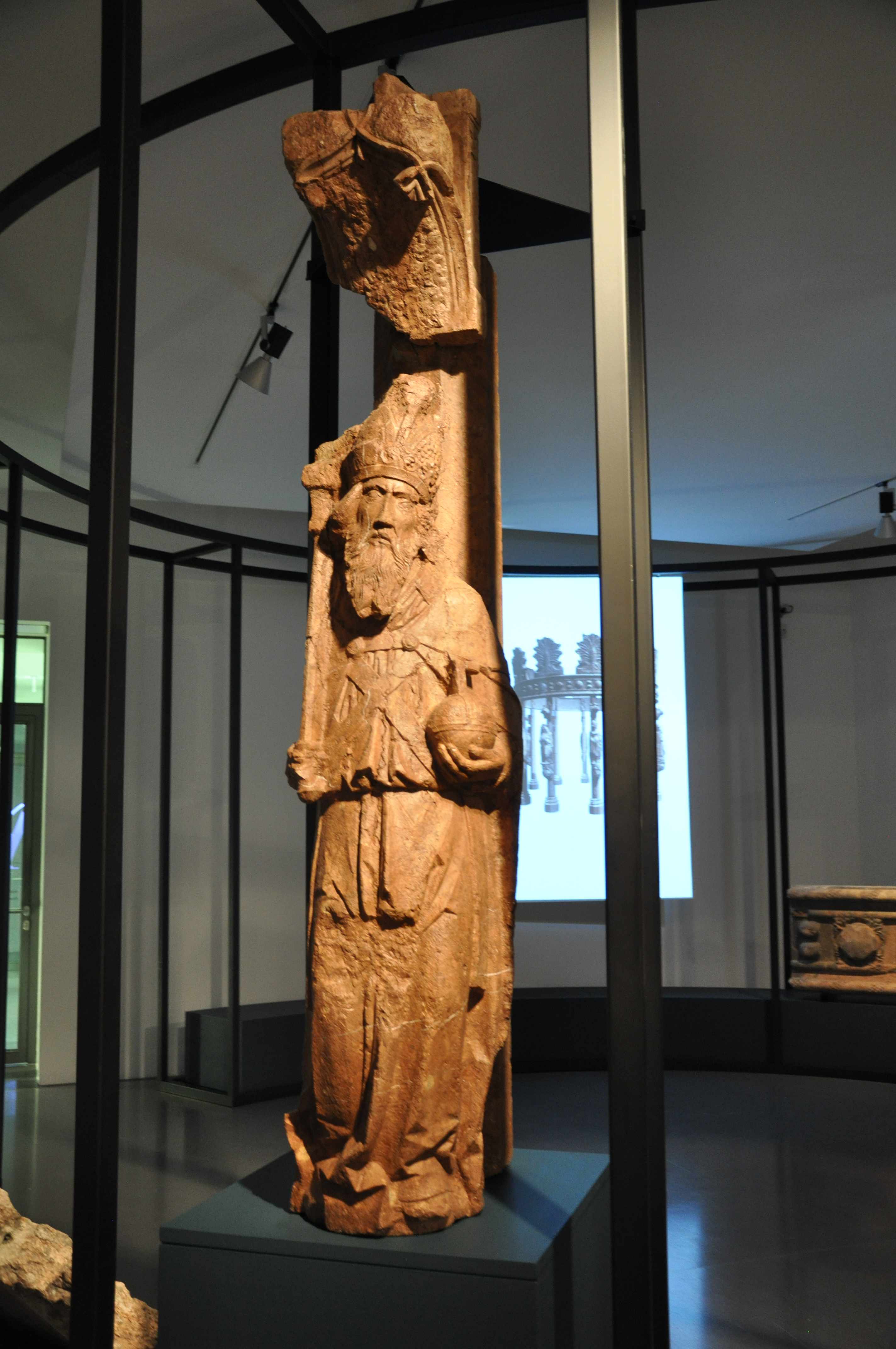
Hans Valkenauer: eine der Kaiserstatuen für den Speyrer Dom (1514)

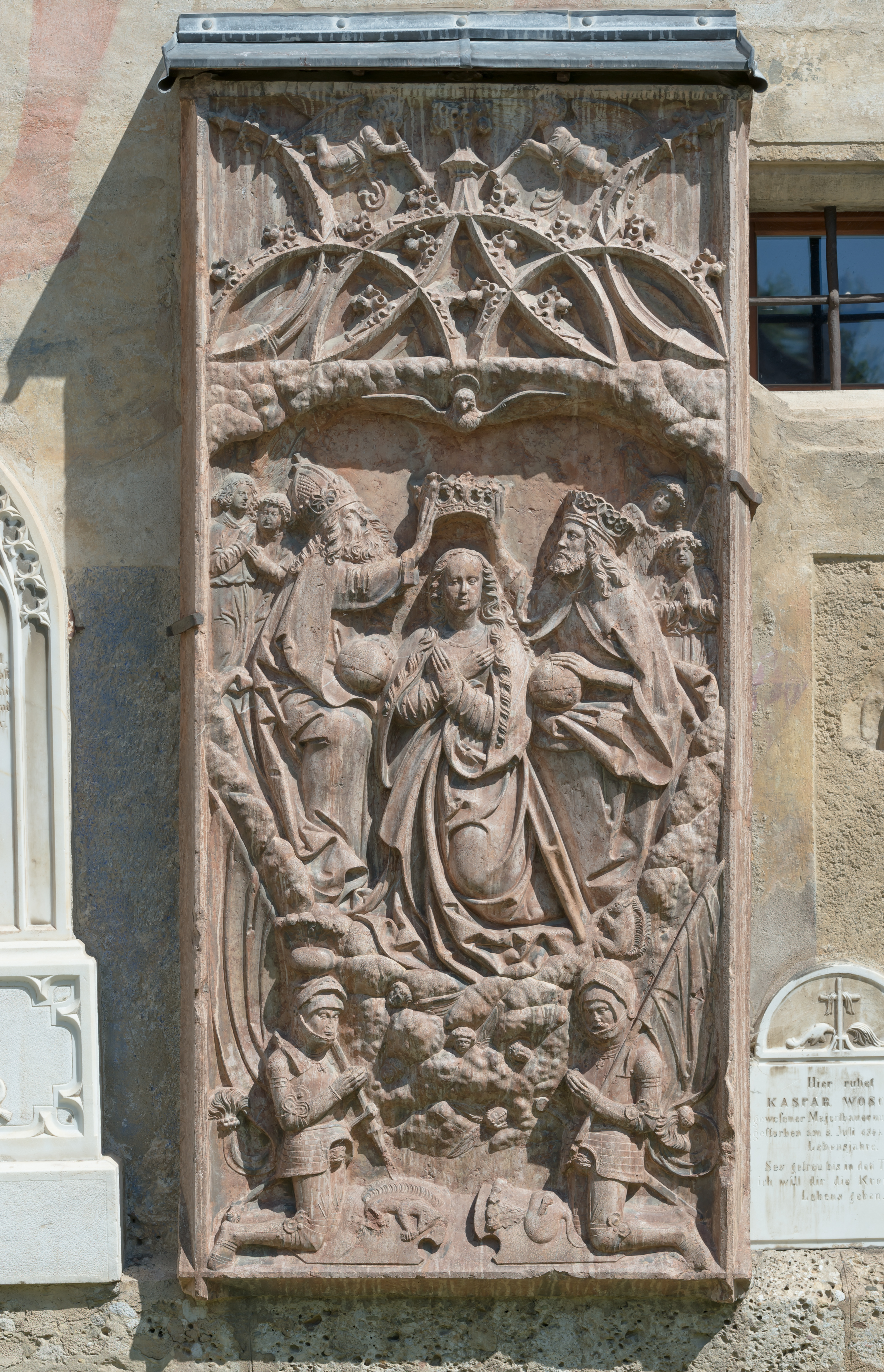
Erinnerungsdenkmal «Keutschacher Epitaph» am Maria Saaler Dom (1515)

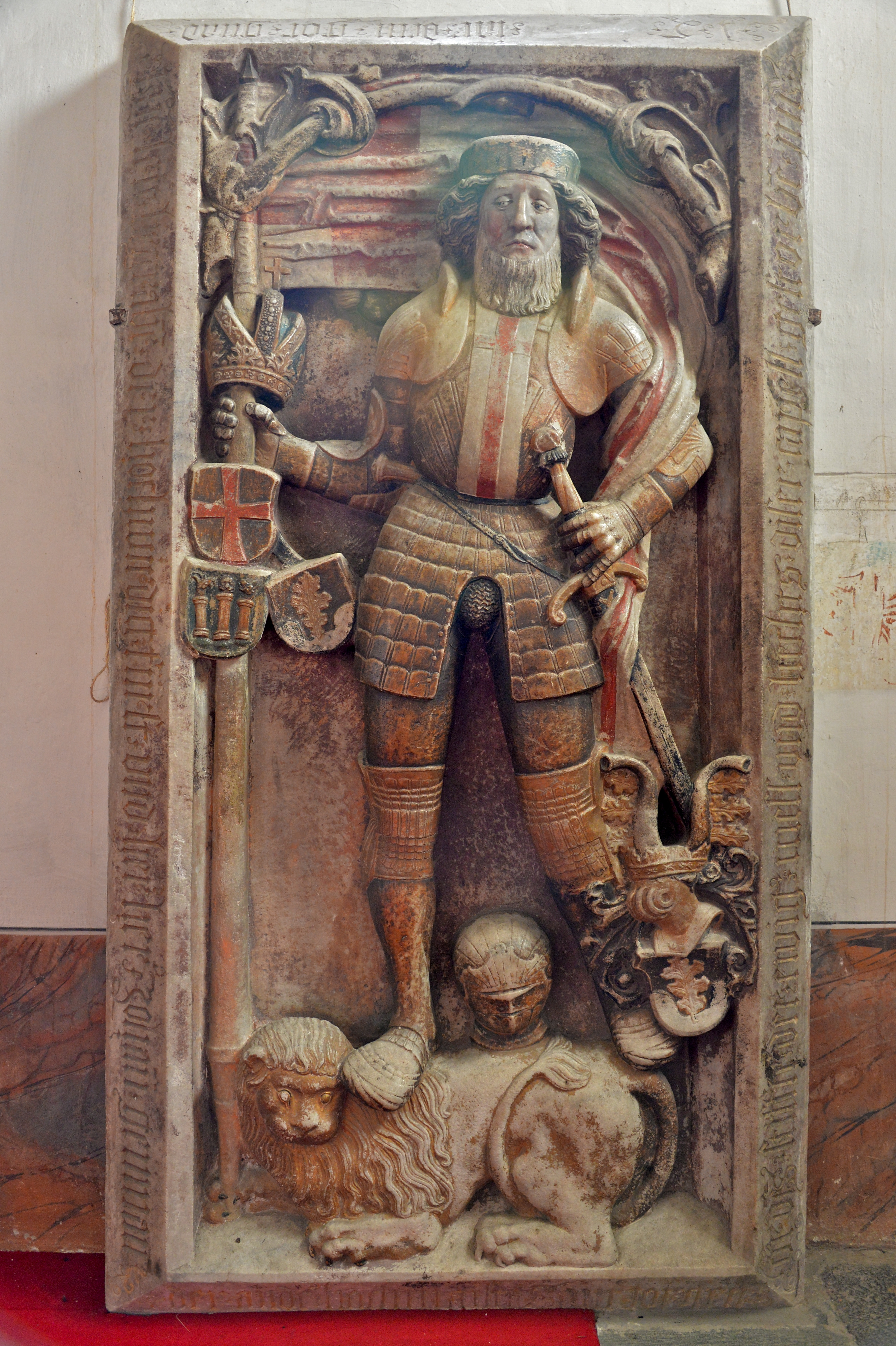
Epitaph des Johann Geumann in der Millstätter Pfarrkirche (1515)

Hans Valkenauer (* um 1448; † nach 1518) war ein namhafter Steinbildhauer der Spätgotik im Salzburger Raum. Er entstammt einer Regensburger Bildhauerfamilie. 1479 wurde Valkenauer Bürger von Salzburg. 

## Werke

### Kaiserdenkmal für den Dom zu Speyer
Bekannt wurde Valkenauer vor allem durch sein Auftragswerk für Kaiser Maximilian für den Dom zu Speyer. 12 schlanke Säulen sollten Rundbögen mit einem mächtigen Kronreif und mit Palmetten tragen, wobei an den 12 Stützen jeweils unter einem Baldachin ein kunstvolles Marmorstandbild eines Kaisers, eines Königs oder einer Kaiserin geplant war. Das Werk wurde weitestgehend fertiggestellt, aber nicht nach Speyer geliefert, weil inzwischen der Auftraggeber verstorben war. Es wurde nie vollendet, acht männliche und drei weibliche Statuen sind im Salzburg Museum erhalten.

### Weitere Werke
- Grabmal für den Passauer Bischof Friedrich Mauerkircher (in der Stadtpfarrkirche Braunau am Inn)
- 1484: Grabmal für Balthasar von Weißpriach (in der Villacher Pfarrkirche St. Jakob)
- 1486 Grabmal für die Familie Reutter im Salzburger Sebastiansfriedhof
- 1498: Judensau am Rathaus im Auftrag des Stadtrats geschaffen; sie wurde 1785 entfernt.
- um 1500: Grabmal für Wolfgang Panichner (in der Pfarrkirche Kuchl)
- um 1502: Epitaph für Kunz Horn und Barbara Krell in St. Lorenz Nürnberg
- 1515: Grabrelief für den Salzburger Erzbischof Leonhard von Keutschach an der Außenwand der Georgskapelle im Burghof der Festung Hohensalzburg
- 1515: Grabmäler der Äbte des Stiftes St. Peter, Rupert Keuzl und Wolfgang Walcher (geboren um 1459 in Kösching), heute an der Außenwand der Margarethenkapelle im Petersfriedhof Salzburg angebracht.
- um 1515: Grabstein für den Hochmeister Johann Geumann in Millstatt
- um 1510/1515: Erinnerungsdenkmal «Keutschacher Epitaph» an der spätgotischen Marienkirche (Maria Saal) in Kärnten